# Estreito de Surigao

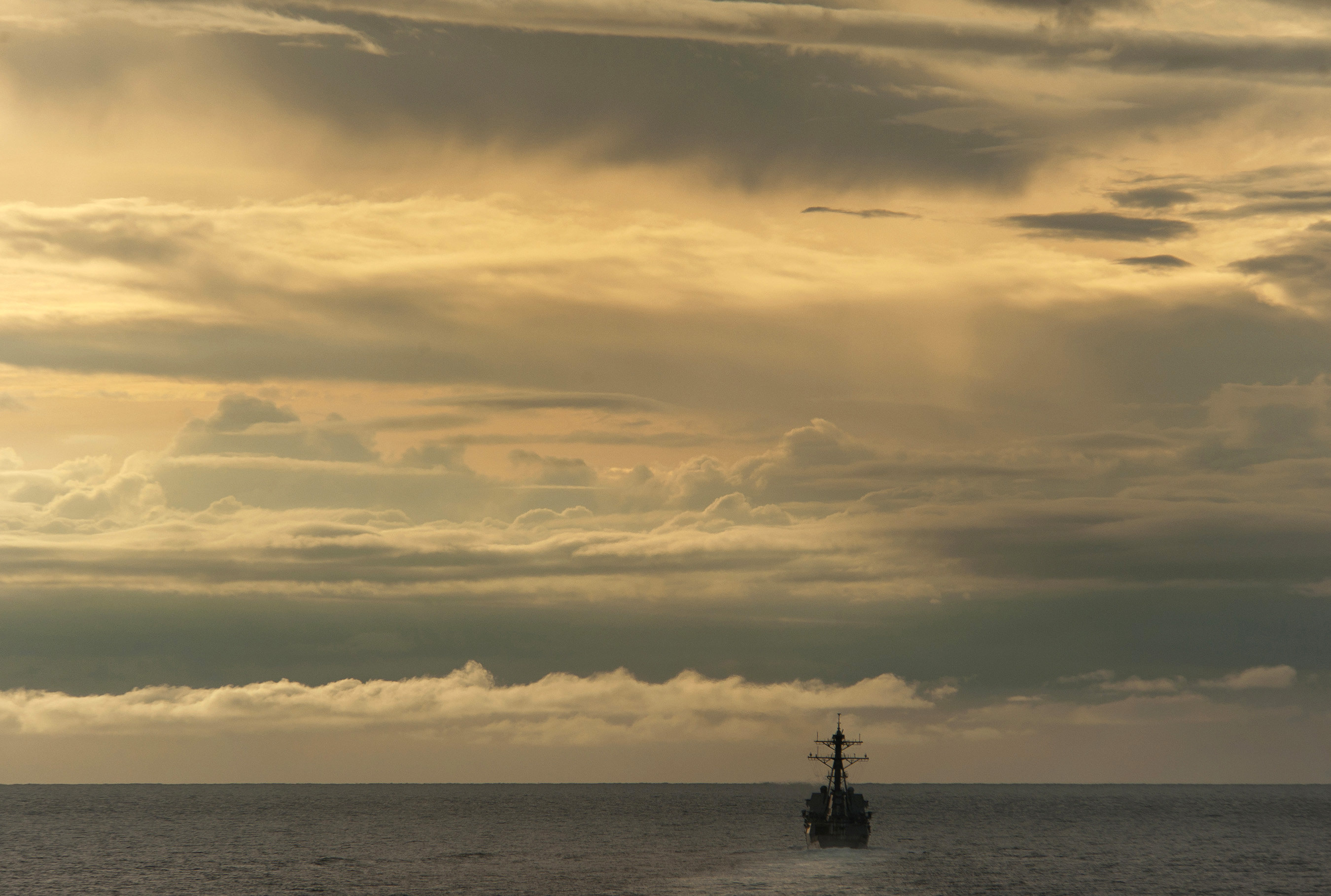
Um navio de guerra americano, o USS Gridley, atravessando o estreito de Surigao, nas Filipinas.

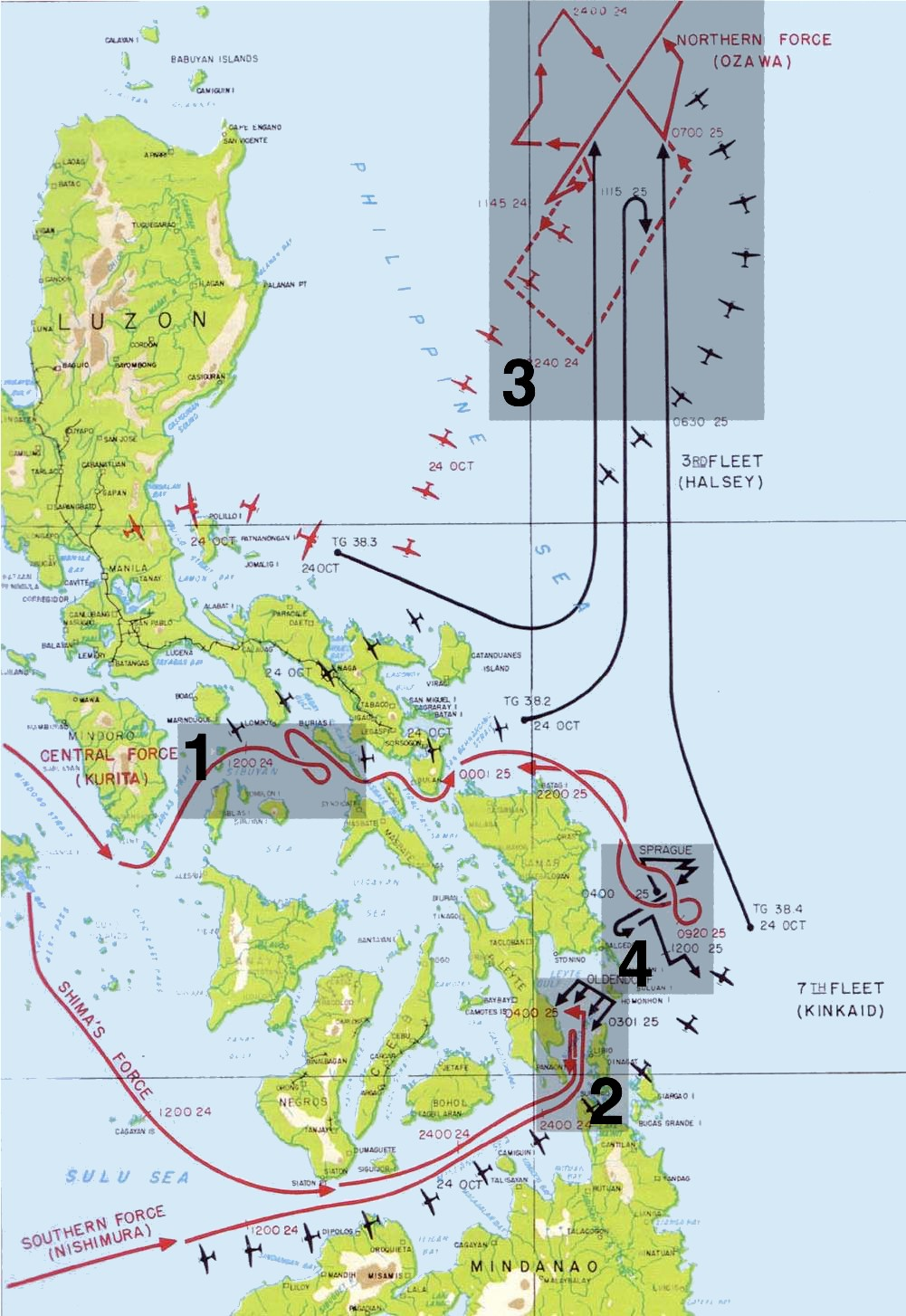
Esquema da batalha do Estreito de Surigao.

O Estreito de Surigao é um braço de mar localizado nas Filipinas, entre as ilhas de Mindanao e Leyte. O estreito liga o Golfo de Leyte ao Mar de Bohol e é cruzado regularmente por ferry-boats que transportam passageiros e mercadorias entre Mindanao e as  Ilhas Visayas.
O estreito também tem lugar na história da Guerra do Pacífico, durante a Segunda Guerra Mundial, pois nele ocorreu, em 25 de outubro de 1944,  uma das grandes batalhas marítimas da guerra, conhecida como Batalha do Estreito de Surigao.